# Gare de Gruson
Pour les articles homonymes, voir Gruson (homonymie).
La gare de Gruson est une gare ferroviaire française, fermée, de la ligne de Somain à Halluin, située sur le territoire de la commune de Gruson, dans le département du Nord en région Hauts-de-France.

## Situation ferroviaire
Établie à 33 mètres d'altitude, la halte de Gruson est située au point kilométrique (PK) 260,0 de la ligne de Somain à Halluin, entre les gares ouvertes de Bouvines et d'Anstaing.

## Patrimoine ferroviaire

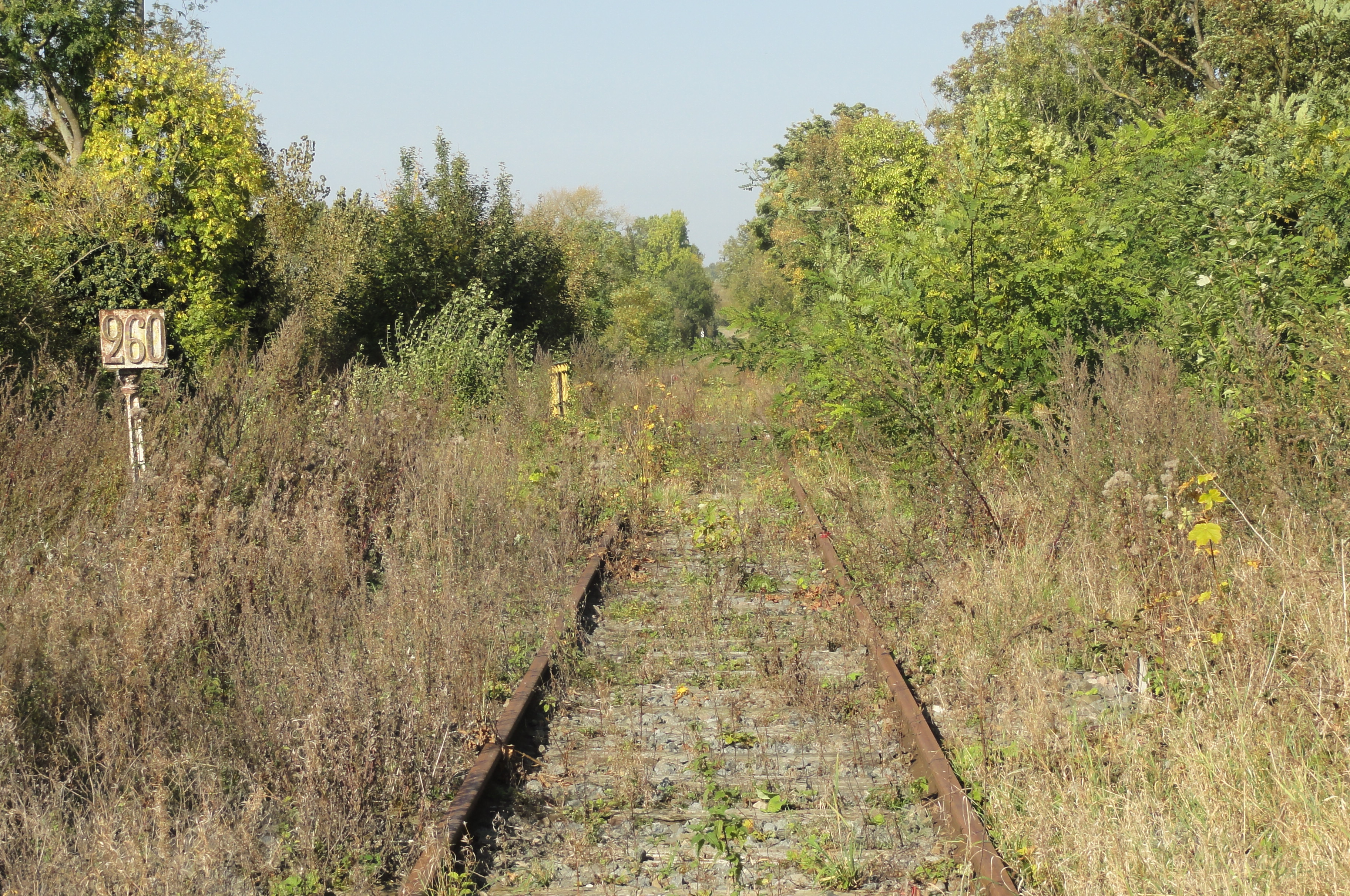
Le PK 260, peu avant la gare.
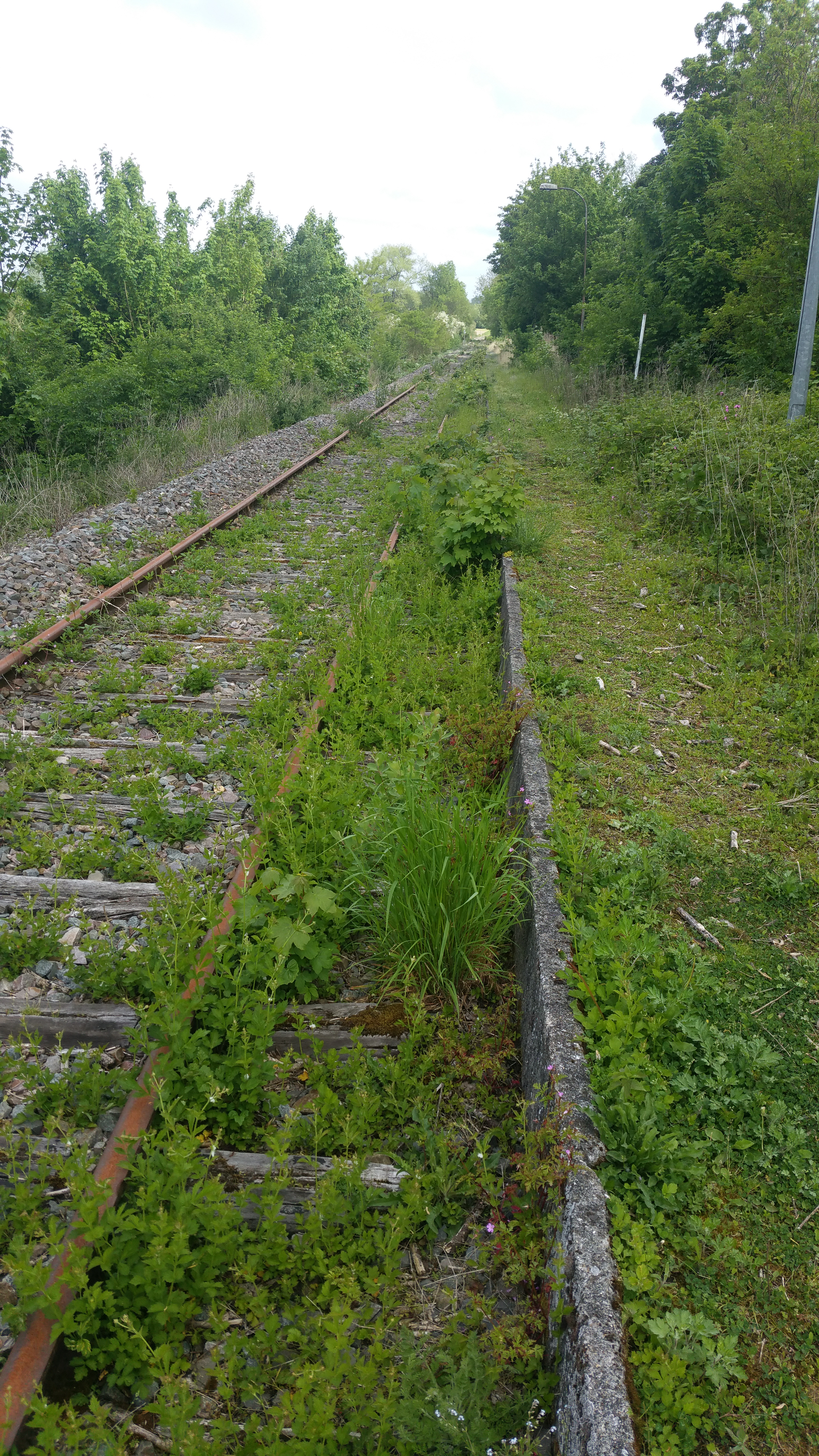
La gare, mai 2016.
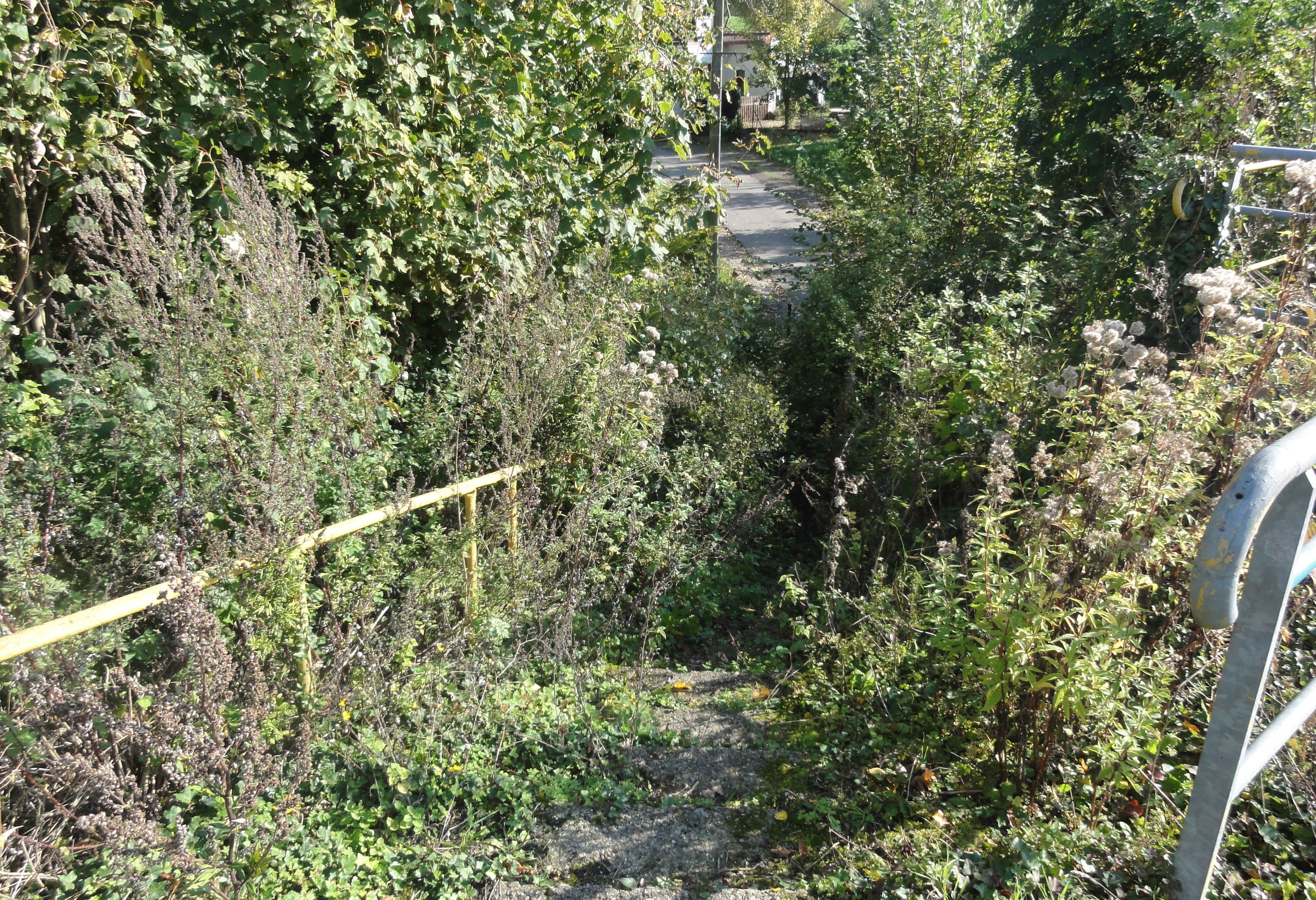
L'accès vers la gare, mi-octobre 2017.